# Zoun-Mourine
Le Zoun-Mourine (en russe : Зун-Мурэн - en bouriate зуун мурэн ou grande rivière orientale) est une rivière de Russie qui coule en république autonome de Bouriatie en Sibérie orientale. C'est un affluent de l'Irkout en rive droite, donc un sous-affluent de l'Ienisseï par l'Irkout puis par l'Angara.

## Géographie
Le bassin versant du Zoun-Mourinea une superficie de 4 160 km2 (surface de taille équivalente à celle du département français de Tarn-et-Garonne, ou encore, un peu supérieure à celle de la province de Liège en Belgique). Son débit moyen à l'embouchure est de 49,1 m3/s. 
Le Zoun-Mourine prend sa source au sud-ouest de la Bouriatie, dans les monts Saïan orientaux, plus précisément dans les monts Khamar-Daban, voisins du territoire mongol. La rivière est en fait un imposant torrent de montagne qui traverse des paysages impressionnants, fort heureusement protégés au sein d'un vaste parc naturel, le parc national Tounkinski. Au sein de ces montagnes, le cours de la rivière est globalement orienté du sud-ouest vers le nord-est.
Dans son cours inférieur, le Zoun-Mourine pénètre par le sud dans la dépression de Tounka, qui sépare les monts Saïan au nord des monts Khamar-Daban au sud. Peu après il se jette dans l'Irkout en rive droite, 10 kilomètres en amont de la localité de Tory.
Le Zoun-Mourine est habituellement pris par les glaces depuis la deuxième quinzaine d'octobre ou la première quinzaine de novembre, jusqu'à la fin du mois d'avril ou au début du mois de mai.
La rivière présente des crues annuelles en été, de mai à septembre. La période d'étiage se déroule en hiver.

## Hydrométrie - Les débits mensuels à Oulous Zoun-Mourine
Le Zoun-Mourine est une rivière abondante et fort bien alimentée. Son débit a été observé pendant 40 ans (de 1951 à 1990) à Oulous Zoun-Mourine, petite localité située à quelque 7 kilomètres de sa confluence avec l'Irkout et à 704 mètres d'altitude. 
Le débit annuel moyen ou module observé à Oulous Zoun-Mourine était de 49,1 m3/s pour une surface de drainage de 4 160 km2, soit la totalité du bassin versant de la rivière. La lame d'eau d'écoulement annuel dans le bassin se montait de ce fait à 373 millimètres, ce qui doit être considéré comme élevé.
La rivière est alimentée avant tout par les précipitations abondantes de l'été et de l'automne. Son régime est de ce fait pluvial. 
Les hautes eaux se déroulent du printemps à la fin de l'été, du mois de mai au mois de septembre avec un sommet en juillet-août, ce qui correspond aux pluies estivales associées à la fonte des hauts glaciers du bassin. Aux mois d'octobre puis de novembre, le débit de la rivière baisse rapidement, ce qui constitue le début de la période des basses eaux. Celle-ci a lieu de novembre à avril et correspond à l'intense hiver sibérien. 
Le débit moyen mensuel observé en mars (minimum d'étiage) est de 1,61 m3/s, soit seulement 1 % du débit moyen du mois de juin (141 m3/s), ce qui souligne l'amplitude extrêmement élevée des variations saisonnières. Et ces écarts de débits mensuels peuvent être encore bien plus importants d'après les années : sur la durée d'observation de 40 ans, le débit mensuel minimal a été de 0,17 m3/s en février 1977, tandis que le débit mensuel maximal s'élevait à 295 m3/s en juillet 1971. En ce qui concerne la période libre de glace (de juin à septembre inclus), toujours sur cette longue période de 40 ans, le débit minimal observé a été de 34,6 m3/s en septembre 1953, ce qui restait franchement fort appréciable.  